# Autepsa

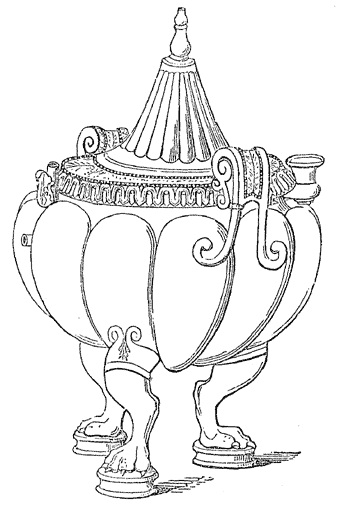
Autepsa

Autepsa (do grego αὐθέψης, "authépses") era um tipo de caldeira usada na Antiguidade provida de um tubo central no qual se colocavam brasas para ferver e manter quente a água para o chá. Cícero relata que ela figurava entre os vasos mais caros de Corinto e Delos, pois no seu fabrico usavam-se metais preciosos e um trabalho decorativo bastante elaborado.